# Ceylonese Rugby & Football Club Grounds
Ceylonese Rugby & Football Club Grounds – wielofunkcyjny stadion w mieście Kolombo na Sri Lance. Jest obecnie używany głównie dla meczów piłki nożnej i rugby union. Swoje mecze rozgrywają na nim Nandimithra SC, Ratnam SC i Renown SC. Stadion może pomieścić 2 500 widzów.